# 365.ª Divisão de Infantaria (Alemanha)
A 364ª Divisão de Infantaria (em alemão:364. Infanterie-Division) foi uma unidade militar que serviu no Exército alemão durante a Segunda Guerra Mundial.

## Comandantes
| Comandante                   | Data                                     |
| ---------------------------- | ---------------------------------------- |
| Generalleutnant Konrad Haase | ? de março de 1940 - 1 de agosto de 1940 |

## Área de operações
| Polônia | de março de 1940 - novembro de 1940 |